# Microphis argulus
Microphis argulus és una espècie de peix de la família dels singnàtids i de l'ordre dels singnatiformes.

## Morfologia
- Els mascles poden assolir 15 cm de longitud total.[4][5]

## Reproducció
És ovovivípar i el mascle transporta els ous en una bossa ventral, la qual es troba a sota de la cua.

## Hàbitat
És un peix demersal de clima tropical.

## Distribució geogràfica
Es troba a Maurici, les Comores i, també, des d'Indonèsia fins a les Illes Marqueses, Nova Guinea i les Illes de la Societat.